# 三大怪獸 地球最大決戰
《三大怪獸 地球最大決戰》是1964年12月20日上映的日本電影，哥吉拉系列電影的第5部作品，日本觀眾人數達到541萬人。

## 登場怪獸
- 哥吉拉
- 拉頓
- 摩斯拉（幼蟲）
- 王者基多拉

## 劇情概要
天空出現不明的流星群，在警署方面，沖田課長（平田昭彥飾）和進藤刑事（夏木陽介飾）正討論著基那公國即將加冕為女王的サルノ公主（若林映子飾）要訪問日本一事，而公主在飛機上被莫名的聲音告知將會被人給追殺，因此便跳機而去，剛好一顆流星擊毀了飛機，之後公主以來自金星的預言者身份在日本出現，預言地球即將面臨一場大災難。一顆奇怪的隕石掉落在黑部峽谷，它不但具有磁性，還一天天地越長越大。拉頓從阿蘇火山出現，哥吉拉也從海上出現擊毀輪船並登陸了日本。而兩隻怪獸更是在富士山打了起來。此時隕石發生爆炸，從發射出的巨大火球中，誕生了王者基多拉!!基多拉襲擊了松本市並且破壞了東京。摩斯拉被小美人喚來阻止哥吉拉和拉頓的打鬥，並希望和哥吉拉與拉頓聯合起來一起打倒王者基多拉。

## 演員
- 進藤刑事：夏木陽介
- 進藤直子：星由里子
- サルノ公主：若林映子
- 小美人：ザ・ピーナッツ
- 沖田課長：平田昭彥
- 村井助教授：小泉博
- 塚本博士：志村喬
- 自治大臣：高田稔
- 哥吉拉：手塚勝巳、中島春雄

## 製作人員
- 監製：田中友幸
- 導演：本多豬四郎
- 特技導演：圓谷英二
- 劇本：關澤新一
- 音樂：伊福部昭
- 製作：清水雅
- 攝影：小泉一
- 特技攝影：有川貞昌、富岡義教